# 翻訳夜話2 サリンジャー戦記
『翻訳夜話2 サリンジャー戦記』（ほんやくやわツー サリンジャーせんき）は、村上春樹と柴田元幸の対談集、文芸評論。文春新書「翻訳夜話」シリーズの2作目。2003年7月、文藝春秋から刊行。
本書で村上は「『フラニーとズーイ』の関西語訳をやってみたいというのは、前々からちらちらと考えてます。（中略）受け入れられるかどうかはわからないけど」と発言しているが、11年後の2014年2月、サリンジャーの同作品を新潮文庫で訳・出版した。

## 内容
対話1　ホールデンはサリンジャーなのか？
『出版ダイジェスト』1907号（2003年3月11日）に掲載されたもののオリジナル版。またこの対談は白水社の公式サイトでも読むことができる。
対話2 『キャッチャー』は謎に満ちている
文藝春秋社内で行われた対談。
『キャッチャー・イン・ザ・ライ』訳者解説
執筆者は村上。同年4月に白水社より刊行された『キャッチャー・イン・ザ・ライ』に本来付されるべきだったもの。執筆後にアメリカ本国のエージェントから不許可の知らせを受け取ったという。出版契約書に「訳者は解説をつけてはならない」という条項があるのがその理由。初出は『文學界』2003年6月号。
Call Me Holden
執筆者は柴田。ホールデン・コールフィールドが語るアメリカ文学史という体裁をとっている。